# Dendrobium biflorum
Dendrobium biflorum là một loài thực vật có hoa trong họ Lan. Loài này được (G.Forst.) Sw. mô tả khoa học đầu tiên năm 1799.